# História da Alemanha

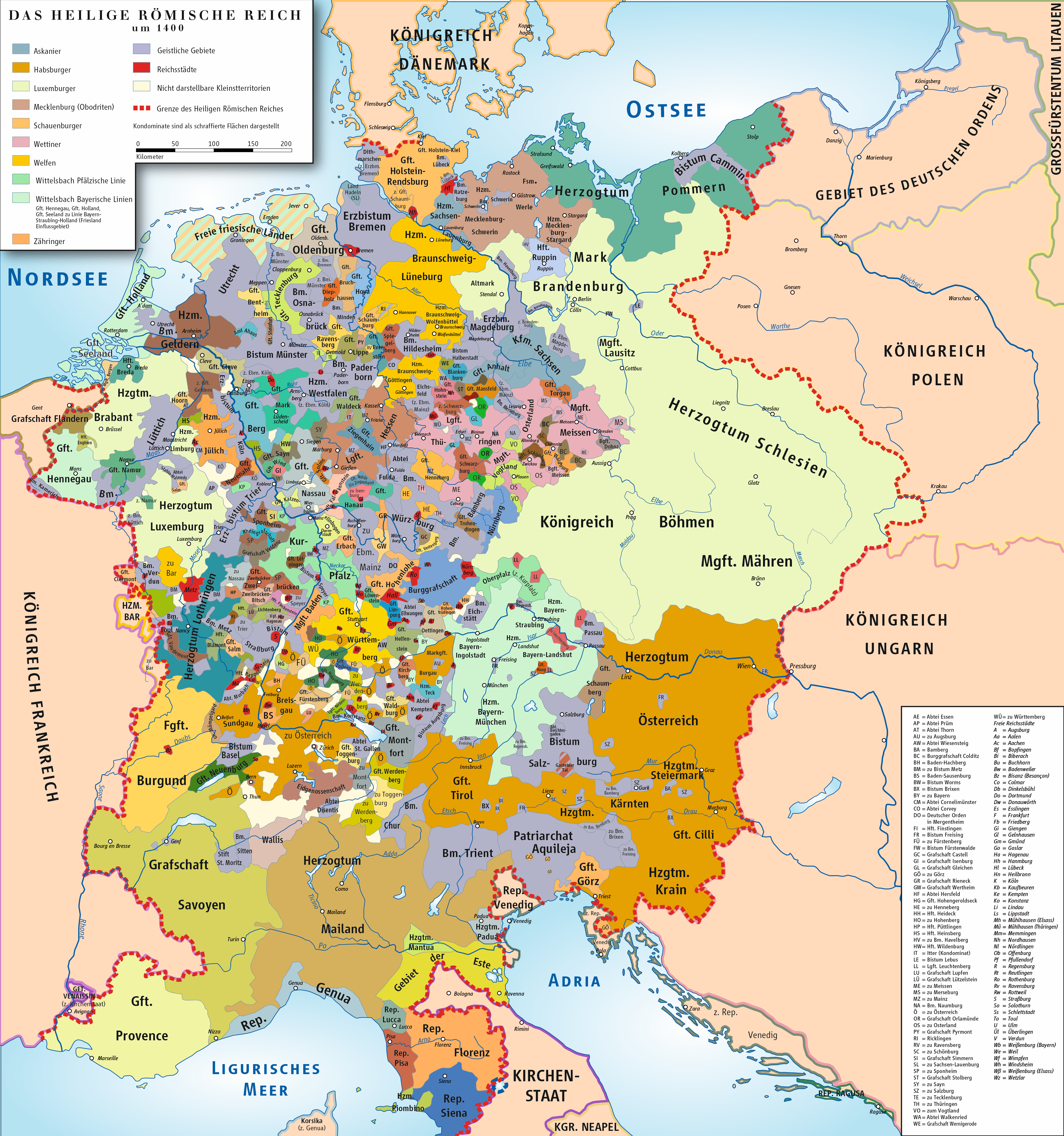
Mapa do Sacro Império Romano 1400

A história da Alemanha inclui os acontecimentos ocorridos nos territórios de língua alemã que correspondem aproximadamente ao Estado formado em 1871 em Versalhes, quando o Império Alemão, sob o controle do rei da Prússia, foi constituído.
O Sacro Império Romano-Germânico, que existiu de 800 até 1806, é considerado o primeiro Reich alemão (Reich, "Império", em alemão, termo usado para descrever os sucessivos períodos históricos do povo alemão). No momento de maior extensão territorial, o império incluía o que são hoje a Alemanha, a Áustria, a Eslovênia, a República Checa, o oeste da Polônia, os Países Baixos, o leste da França, a Suíça e partes da Itália central e setentrional. A partir de meados do século XV, passou a ser conhecido como o "Sacro Império Romano da Nação Germânica". O Império Alemão de 1871-1918 é chamado de o Segundo Reich, de modo a indicar a sua descendência do império medieval. Segundo o mesmo raciocínio, Adolf Hitler referia-se à Alemanha Nazi (1933-1945) como o Terceiro Reich.
O termo "germanos" é usado para referir-se ao grupo ou grupos étnicos oriundos da Idade do Bronze Nórdica, que falavam línguas germânicas e ocupavam a chamada Germânia. A partir do período histórico do Sacro Império, pode ser empregado o termo "alemães" para designar os habitantes do império.

## Germanos e romanos

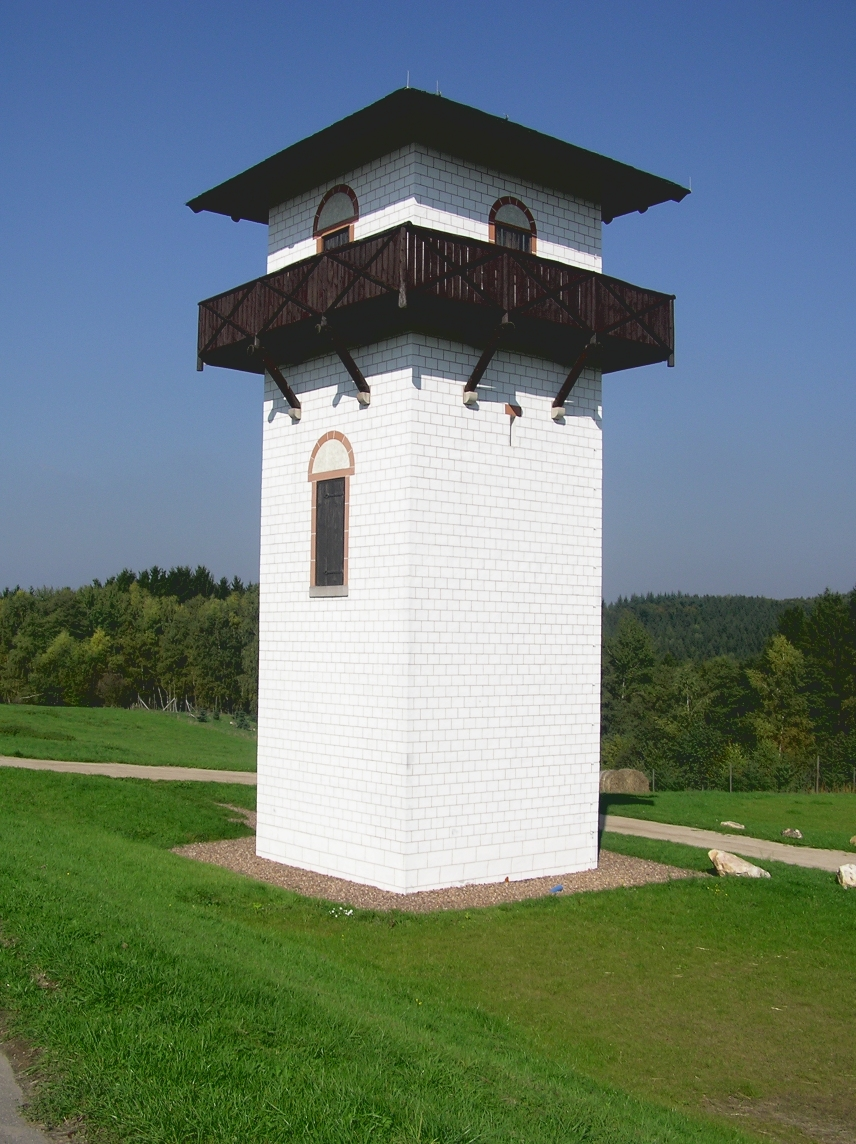
Torre de observação do Limes, restaurada

Entre 800 e 70 a.C., as tribos germânicas no norte migraram para território celta, avançando até os rios Oder e Reno e para o que é hoje a Alemanha meridional.
Por volta de 58 a.C., os romanos, por meio de uma sucessão de campanhas militares, tornaram o Reno a fronteira nordeste do Império Romano, o que levou à romanização da margem esquerda do rio e a incorporação das sociedades celtas centro-europeias ao Império. Construíram-se fortes romanos em Colônia, Tréveris, Coblença, Mogúncia e em outros locais de modo a permitir a defesa da fronteira renana, onde os romanos e os germanos se encontravam frente a frente. Em 9 d.C., um exército romano chefiado por Públio Quintílio Varo foi derrotado pelo chefe germano Armínio, na Batalha da Floresta de Teutoburgo. A Germânia até o Reno e o Danúbio permaneceram fora do Império Romano.
A partir de 90, os romanos construíram o Limes, uma linha defensiva de 550 quilômetros do Reno até o Danúbio, planejada para conter as incursões dos bárbaros germânicos na fronteira, bem como uma série de fortificações (como os de Wiesbaden, Augsburgo, Ratisbona e Passau). O século III assistiu à aparição de grandes tribos germânicas ocidentais - alamanos, francos, catos, saxões, frísios, turíngios. Em cerca de 260, os germanos finalmente romperam o Limes e a fronteira do Danúbio.
No século IV, o avanço dos hunos Europa adentro deu início a um período chamado de Grandes Migrações, que mudou completamente o mapa do continente europeu. O Império Romano passou a lidar com constantes invasões de tribos germânicas, o que acelerou a queda do império, que estava passando por momentos de crise e decadência. Em 476, a cidade de Roma foi conquistada por Odoacro, rei dos hérulos, marcando o fim do Império Romano do Ocidente.
Ao unificar os francos e conquistar a Gália, o rei merovíngio Clóvis tornou-se o fundador do Reino Franco. Em 496, os francos derrotaram os alamanos, aceitaram a fé católica e passaram a ser apoiados pela Igreja.
As antigas províncias romanas ao norte dos Alpes já eram cristãs desde o século IV, e centros cristãos, como Augsburgo, foram mantidos mesmo após a queda do Império Romano do Ocidente. Entretanto, a partir de 600, houve um novo esforço missionário cristão dirigido às tribos bárbaras. Os mosteiros de Vurzburgo, Ratisbona, Reichenau e outros foram fundados por monges irlandeses. A atividade missionária no Reino Franco continuou pelas mãos do monge anglo-saxão Bonifácio, que estabeleceu o primeiro mosteiro a leste do Reno, em Fritzlar. Dioceses episcopais sob autoridade papal foram criadas para propagar a fé cristã nas terras germânicas.

## Sacro Império Romano

### Idade Média

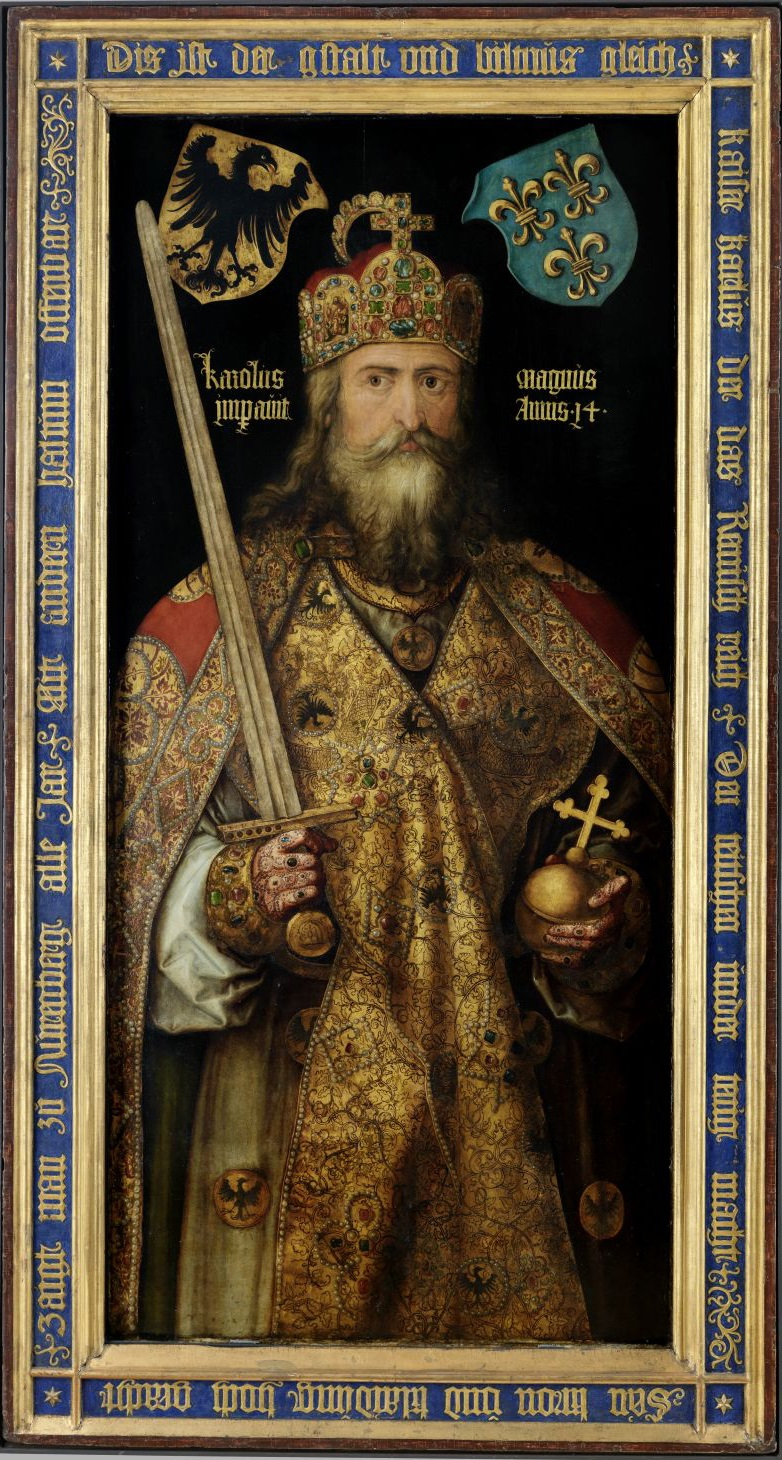
Carlos Magno, por Albrecht Dürer

Em 751, Pepino, o Breve, mordomo do palácio sob o rei merovíngio, assumiu o título de rei dos francos e foi ungido pela Igreja; os reis francos passaram então a atuar como protetores do papa. Os sucessores de Pepino lançaram uma longa campanha contra os pagãos saxões, os quais terminaram por ser conquistados e convertidos a força, quando suas terras foram anexadas pelo Reino Franco.
De 772 a 814, o rei Carlos Magno estendeu o império carolíngio até a Itália setentrional e os territórios de todos os povos germânicos, inclusive os saxões e os bávaros. Em 800, a sua autoridade na Europa Ocidental foi confirmada com a sua sagração como imperador, em Roma, estabelecendo-se, assim, o que viria a chamar-se Sacro Império Romano-Germânico. O reino franco foi dividido em condados e suas fronteiras eram protegidas por marcas.
Entre 843 e 880, após disputas entre os netos de Carlos Magno, o império carolíngio foi dividido, conforme o Tratado de Verdun (843). O império germânico desenvolveu-se a partir do reino franco do leste, a Frância Oriental (Francia Orientalis) (a porção ocidental se tornou a atual França e a central foi absorvida pela Alemanha e França, menos a região sul que se tornou o norte da Itália). A linhagem carolíngia oriental extinguiu-se com a morte de Luís, o Menino (911), filho de Arnulfo da Caríntia. De 919 a 936, os povos germânicos (francos, saxões, suábios e bávaros) foram unidos pelo duque Henrique da Saxônia, que assumiu o título de rei. Pela primeira vez, o termo Reino dos Germanos (Regnum Teutonicorum) foi aplicado ao reino franco oriental.
Em 936, Otão I, o Grande foi coroado rei em Aachen. Fortaleceu a autoridade real ao nomear bispos e abades como príncipes do império (Reichsfürsten), estabelecendo uma igreja nacional (Reichskirche). Em 951, casou-se com Adelaide da Borgonha (viúva do rei dos lombardos), recebendo então a coroa lombarda. As principais ameaças externas ao reino foram contidas quando Otão derrotou os húngaros na Batalha de Lechfeld (955) e subjugou os eslavos entre o Elba e o Oder. Em 962, foi coroado imperador, em Roma, a exemplo de Carlos Magno, passando a exercer portanto uma forte influência alemã sobre o papado.
Em 1033, a Borgonha foi incorporada ao império, durante o reinado de Conrado II, primeiro imperador da dinastia sália (ou francônia).
Durante o reinado de seu filho, Henrique III, a Alemanha apoiou a reforma cluniense da Igreja — a "paz de Deus", a proibição da simonia (compra de cargos eclesiásticos) e o celibato dos sacerdotes. A autoridade imperial sobre o papa atingiu o ápice. O império continuava a expandir-se para o oriente — uma fortaleza imperial (Pfalz) foi construída em Goslar.
A Questão das Investiduras começou quando Henrique IV e o papa Gregório VII divergiram a respeito das nomeações para cargos eclesiásticos. O imperador viu-se obrigado a submeter-se ao Papa em Canossa, em 1077, após haver sido excomungado. Em 1122, uma reconciliação temporária foi obtida entre Henrique V e o papa, mediante a Concordata de Worms. Foram consequências da Questão das Investiduras um enfraquecimento da Reichskirche otoniana e o fortalecimento dos príncipes seculares alemães.
O período entre 1096 e 1291 é conhecido como a época das Cruzadas. Estabeleceram-se ordens religiosas de cavalaria, inclusive os Templários, os Cavaleiros de São João e a Ordem Teutônica.
A partir de 1100, fundaram-se novas vilas em torno de fortalezas imperiais, castelos, palácios episcopais e mosteiros. As vilas começaram a estabelecer direitos e liberdades municipais, enquanto a população rural continuava na servidão. Diversas localidades tornaram-se "cidades livres imperiais", que não dependiam de príncipes ou bispos, mas estavam diretamente sujeitas ao imperador. As cidades eram governadas por patrícios (comerciantes). Os artesãos formaram corporações, regidas por normas estritas, que procuravam obter o controle das cidades. O comércio com o oriente e o norte intensificou-se quando as principais cidades comerciais se uniram na Liga Hanseática, sob a liderança de Lubeque.
A expansão germânica em direção ao oriente fez com que camponeses e citadinos alemães, bem como a Ordem Teutônica, colonizassem territórios habitados pelos eslavos a leste do rio Oder (Boêmia, Silésia, Pomerânia, Polônia e Livônia), formando vilas e cidades.
Entre 1152 e 1190, durante o reinado de Frederico I (Barbarossa), da dinastia de Hohenstaufen, chegou-se a um entendimento com o partido guelfo, por meio da cessão do Ducado da Baviera a Henrique, o Leão, Duque da Saxônia. O Ducado da Áustria tornou-se um ducado separado, devido ao Privilegium Minus de 1156. Barbarossa tentou recuperar o controle da Itália. Em 1177, o imperador e o papa finalmente lograram reconciliar-se, em Veneza.
Em 1180, Henrique, o Leão foi considerado fora-da-lei e a Baviera foi outorgada a Otão de Wittelsbach (fundador da dinastia que governaria a Baviera até 1918); a Saxônia foi dividida.
O período de 1184 a 1186 assistiu ao zênite do império de Barbarossa. O poder dos senhores feudais foi reduzido através da nomeação de funcionários imperiais. A sofisticação da vida na corte levou ao desenvolvimento da cultura e da literatura alemãs.
Entre 1212 e 1250, Frederico II estabeleceu uma administração profissional no Reino da Sicília. Continuou a conquista da Itália, causando conflitos com o papa. No Sacro Império, concederam-se grandes poderes soberanos a príncipes seculares e eclesiásticos, o que fez surgir estados territoriais independentes. O conflito com o papa minou o poder do império, pois Frederico II foi três vezes excomungado. Após sua morte, a dinastia dos Hohenstaufen caiu, seguindo-se um interregno durante o qual não houve imperador.
Em 1226, a Ordem Teutônica conquistou e evangelizou partes da Prússia, cuja população foi dizimada por aqueles cavaleiros, que haviam sido convidados a entrar na Polônia por Conrado da Masóvia, um duque polonês. Mas a partir de 1300, o império começou a perder território em todas as suas fronteiras.
O fracasso das negociações entre o imperador Luís IV e o papado fez com que, em 1338, seis dos sete eleitores declarassem em Rhens que doravante a eleição por todos ou pela maioria automaticamente conferiria ao eleito o título real (Rei dos Romanos) e o governo do império, dispensada a confirmação papal. Entre 1346 e 1378, o imperador Carlos IV, rei da Boêmia, procurou restaurar a autoridade imperial.

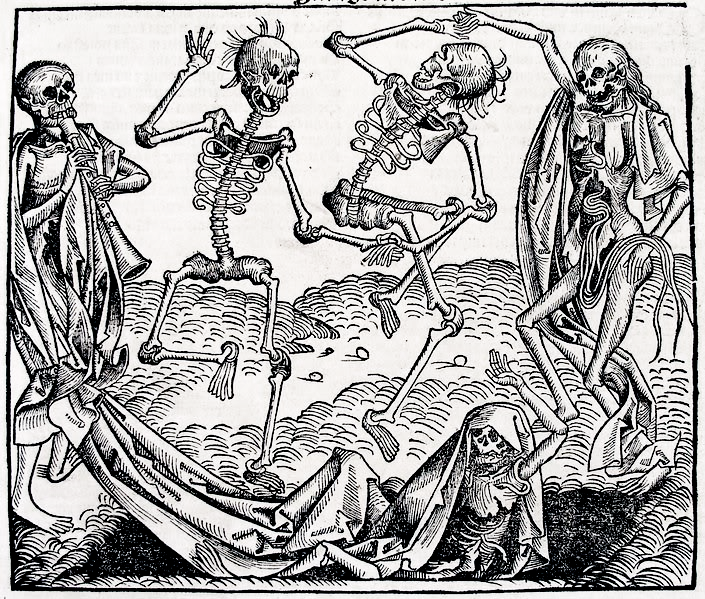
Da Dança da Morte, por Hans Holbein, o Jovem, 1491

Em meados do século XIV, a Peste Negra dizimou a Alemanha e a Europa. Os judeus foram perseguidos com pretextos religiosos e econômicos; muitos fugiram para a Polônia.
A Bula Dourada de 1356 determinava que, no futuro, o imperador seria escolhido por sete eleitores — os arcebispos de Mogúncia, de Tréveris e de Colônia, o rei da Boêmia, o conde Palatino do Reno, o duque da Saxônia e o marquês de Brandenburgo.
Em seguida aos desastres do século XIV, a sociedade europeia moderna veio à luz gradualmente, resultado de mudanças econômicas, religiosas e políticas. Surgiu uma economia monetária, que provocou descontentamento entre cavaleiros e camponeses. Um sistema proto-capitalista evoluiu aos poucos a partir do feudalismo. A família Fugger, por meio de suas atividades comerciais e financeiras, ganhou notoriedade; seus membros tornaram-se homens de finanças junto a governantes eclesiásticos e seculares.
A nobreza viu o seu monopólio das armas e das habilidades militares ser minado com a aparição de exércitos mercenários e de soldados de infantaria. Tornaram-se comuns as atividades de nobres inescrupulosos (os Raubritter, que cobravam impostos ilegais). A partir de 1438, os Habsburgos, que controlavam a maior parte do sudeste do Sacro Império (o que corresponde hoje à Áustria e Eslovênia e, depois de 1526, Boêmia e Morávia), lograram assegurar para si a dignidade de imperador até 1806 (exceto no período 1742-1745). Esta situação, porém, causou crescente desunião entre os governantes territoriais alemães e impediu que, diferentemente do que ocorreu na França ou na Inglaterra, todas as regiões da nação fossem reunidas em um só Estado nacional.
Durante seu reinado (1493-1519), Maximiliano I procurou reformar o império: criou-se uma Suprema Corte Imperial (Reichskammergericht), cobraram-se impostos imperiais, aumentou-se o poder da dieta imperial (Reichstag). As reformas, entretanto, foram frustradas pela contínua fragmentação territorial do Império.

### Reforma Religiosa e Guerra dos Trinta Anos

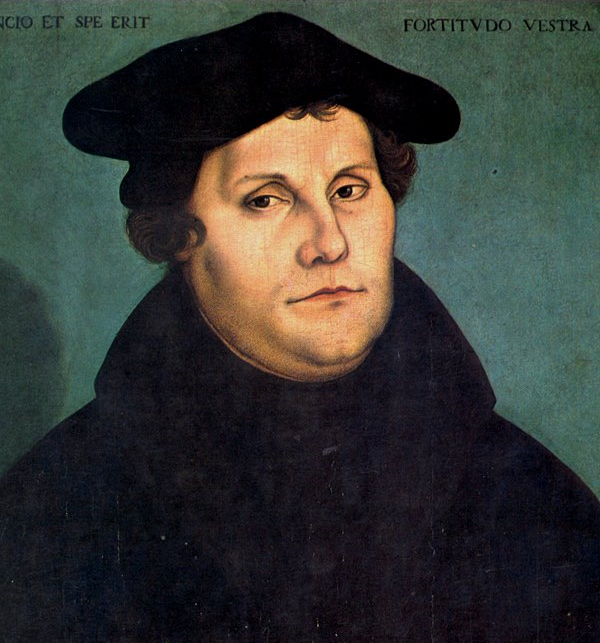
Martinho Lutero

No início do século XVI, era crescente o descontentamento na Alemanha com os abusos na Igreja Católica e havia um desejo de reforma. A Reforma Religiosa (ou Protestante) começou em 1517, quando Martinho Lutero pregou as suas "95 Teses" no portão da igreja do castelo em Wittemberg.
Em 1515, uma rebelião de camponeses da Frísia instaurou-se. Liderados por Pier Gerlofs Donia e Wijerd Jelckama, milhares de frísios lutaram contra a supressão de seus territórios pelo imperador Carlos V. As hostilidades só tiveram fim em 1523, com a intervenção do exército holandês, quando as forças rebeldes (organizadas no Arumer Zwarte Hoop) perderam seus líderes, capturados e decapitados.
Em 1521, Lutero foi declarado fora-da-lei pela Dieta de Worms. Mas a Reforma propagou-se rapidamente, com o incentivo das guerras do imperador Carlos V contra a França e os turcos. Escondido no Castelo de Vartburgo, Lutero traduziu a Bíblia para o alemão, lançando as bases da moderna língua alemã.
Em 1524, estalou a Guerra dos Camponeses, na Suábia, Francônia e Turíngia, contra os príncipes e senhores governantes, segundo a pregação de certos sacerdotes reformistas. Mas as revoltas, apoiadas por nobres com experiência militar tais como Götz von Berlichingen e Florian Geyer (na Francônia) e pelo teólogo Thomas Münzer (na Turíngia), foram reprimidas pelos príncipes territoriais.
A Contrarreforma teve início em 1545 na Alemanha. O impulso principal foi dado pelos Jesuítas, ordem fundada pelo espanhol Inácio de Loiola. O centro e o nordeste da Alemanha tornaram-se protestantes, enquanto que o oeste e o sul permaneceram predominantemente católicos. Na Guerra da Liga de Esmalcalda, em 1546-7, Carlos V derrotou os governantes luteranos.
A Paz de Augsburgo (1555) reconheceu a fé luterana. O tratado também determinava que a religião de um Estado seria a do governante (Cuius regio, eius religio).
Carlos V abdicou em 1556. A Monarquia de Habsburgo foi dividida, quando a Espanha foi separada dos territórios germânicos. Em 1608-9, a União Protestante e a Liga Católica foram formadas.
O período de 1618 a 1648 foi marcado na Alemanha pela Guerra dos Trinta Anos. As causas foram os confrontos entre católicos e protestantes, os esforços dos diversos estados dentro do império no sentido de concentrar poder e a tentativa, da parte do imperador, de concretizar uma união política e religiosa. A causa imediata da guerra foi o levante da nobreza protestante da Boêmia contra o imperador (Defenestração de Praga), mas o conflito ampliou-se, tornando-se uma guerra europeia, com a intervenção do rei Cristiano IV da Dinamarca (1625-29), do Rei Gustavo II Adolfo da Suécia (1630-48) e da França, sob o Cardeal Richelieu, regente do jovem Luís XIV (1635-48). A Alemanha foi o maior teatro de operações da guerra e o palco da disputa final entre os Bourbons da França e os Habsburgos da Alemanha pela supremacia na Europa. Como resultado da guerra, grandes áreas da Alemanha foram destruídas, com a perda de algo como um terço da sua população, e houve um empobrecimento geral.
A guerra terminou em 1648, com a Paz de Vestfália, celebrada em Münster e Osnabruque: a França e a Suécia receberam territórios anteriormente alemães, e os Países Baixos tornaram-se independentes do Sacro Império. O poder dos príncipes territoriais aumentou, em detrimento da autoridade imperial central, que se viu irreparavelmente abalada.

### Fim do Sacro Império Romano
A partir de 1640, Brandemburgo-Prússia começara a destacar-se, sob o governo do Grande Eleitor, Frederico Guilherme. A Paz de Vestfália fortaleceu ainda mais a Prússia, por meio da aquisição da Pomerânia Oriental. Um sistema absolutista de governo foi adotado.
Em 1701, o eleitor Frederico de Brandemburgo foi coroado "rei na Prússia". No período de 1713 a 1740, o rei Frederico Guilherme I, também conhecido como o "Soldado Rei", estabeleceu um Estado altamente centralizado.
Entrementes, Luís XIV de França conquistara partes da Alsácia e Lorena (1678-1681), e invadira e devastara o Palatinado (1688-1697). Luís XIV aproveitou-se dos problemas do império com os turcos, que ameaçavam a Áustria, mas terminou por desistir do Palatinado.
Em 1683, os otomanos sofreram uma derrota fora dos muros de Viena, nas mãos de tropas polonesas chefiadas pelo rei João Sobieski; a cidade era defendida por forças alemãs e austríacas sob comando de Carlos IV, duque de Lorena. O Reino da Hungria foi reconquistada e receberia, mais tarde, colonos alemães. A Áustria, governada pelos Habsburgos, tornou-se uma grande potência.

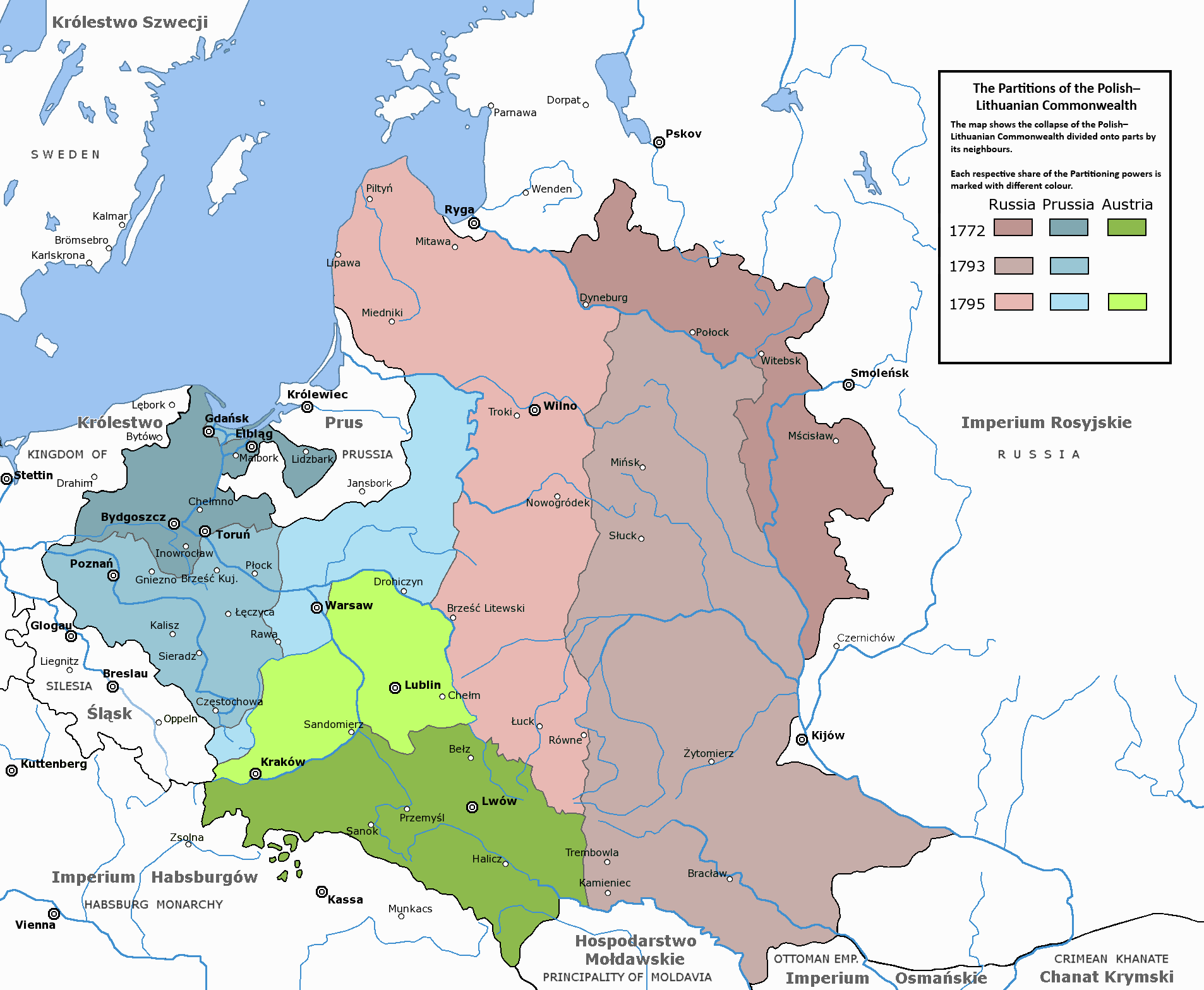
Partições da Polônia

Durante a Guerra de Sucessão Austríaca (1740-1748), Maria Teresa da Áustria logrou obter o reconhecimento de sua ascensão ao trono, mas teve que ceder a Silésia a Frederico II da Prússia, ao fim das Guerras Silésias e da Guerra dos Sete Anos. O Reino da Prússia, por sua vez, tornou-se uma grande potência após a Paz de Hubertsburg, em 1763, celebrada com a Áustria e a Saxônia. Começou então a rivalidade entre a Monarquia de Habsburgo (Áustria) e Reino da Prússia pela liderança da Alemanha.
A partir de 1763, tanto a Prússia quanto a Áustria adotaram o despotismo esclarecido: a economia desenvolveu-se, providenciaram-se reformas legais (inclusive a abolição da tortura e a melhoria do status dos judeus), teve início a emancipação dos servos e promoveu-se a educação.
No período 1772-1795, a Prússia participou da partilha da Polônia, ocupando territórios a oeste da Grande Polônia, o que começou uma resistência polonesa de séculos contra a presença alemã.
A Revolução Francesa provocou uma nova guerra entre a França e vários países a leste, inclusive a Prússia e a Áustria. Em seguida à Paz de Basileia com o Reino da Prússia, em 1795, a França recebeu a margem esquerda do rio Reno.
Napoleão I da França recomeçou a guerra com o Sacro Império. Em 1803, ele aboliu quase todos os territórios eclesiásticos, estados pequenos e cidades livres imperiais. Estabeleceram-se novos estados de tamanho médio no sudoeste da Alemanha. O Reino da Prússia ganhou, por sua vez, território no noroeste.
O Sacro Império Romano-Germânico foi dissolvido formalmente em 6 de agosto de 1806, com a renúncia do último Imperador Romano-Germânico, Francisco II (a partir de 1804, Francisco I da Áustria). A dinastia de Francisco manteve o título de Imperador da Áustria até 1918. Em 1806, a Confederação do Reno foi criada, sob a proteção de Napoleão.
A Paz de Tilsit foi assinada em 1807, após a derrota do exército prussiano frente às forças revolucionárias francesas em Jena e Auerstedt: o Reino da Prússia cedeu à França todas as suas possessões a oeste do rio Elba e estabeleceu-se o Reino da Vestfália, governado pelo irmão de Napoleão, Jérome. O Ducado de Varsóvia recuperou alguns dos territórios prussianos conquistados à Polônia.
No período de 1808 a 1812, o Reino da Prússia foi reconstruído e uma série de reformas regulou a administração municipal, a liberação dos camponeses e a emancipação dos judeus. A reforma do exército foi empreendida pelos generais prussianos Gerhard von Scharnhorst e August von Gneisenau.
Em 1813, tiveram início as guerras de liberação, em seguida à destruição do exército napoleônico no Império Russo (1812). Após a Batalha das Nações em Lípsia, rompeu-se o controle francês sobre a Alemanha. A Confederação do Reno foi dissolvida.
Em 1815, Napoleão foi definitivamente derrotado em Waterloo por forças do Reino Unido, comandadas pelo Duque de Wellington, e do Reino da Prússia, sob Gebhard Leberecht von Blücher.

## Liga Alemã

### Restauração e revolução
Após a queda de Napoleão, os monarcas e estadistas europeus reuniram-se em Viena em 1814, com vistas a reorganizar a Europa, sob a liderança do príncipe austríaco Metternich. Dentre os princípios políticos pactuados no Congresso de Viena, incluem-se a restauração, legitimidade e solidariedade dos governantes em prol da repressão a ideias revolucionárias e nacionalistas.

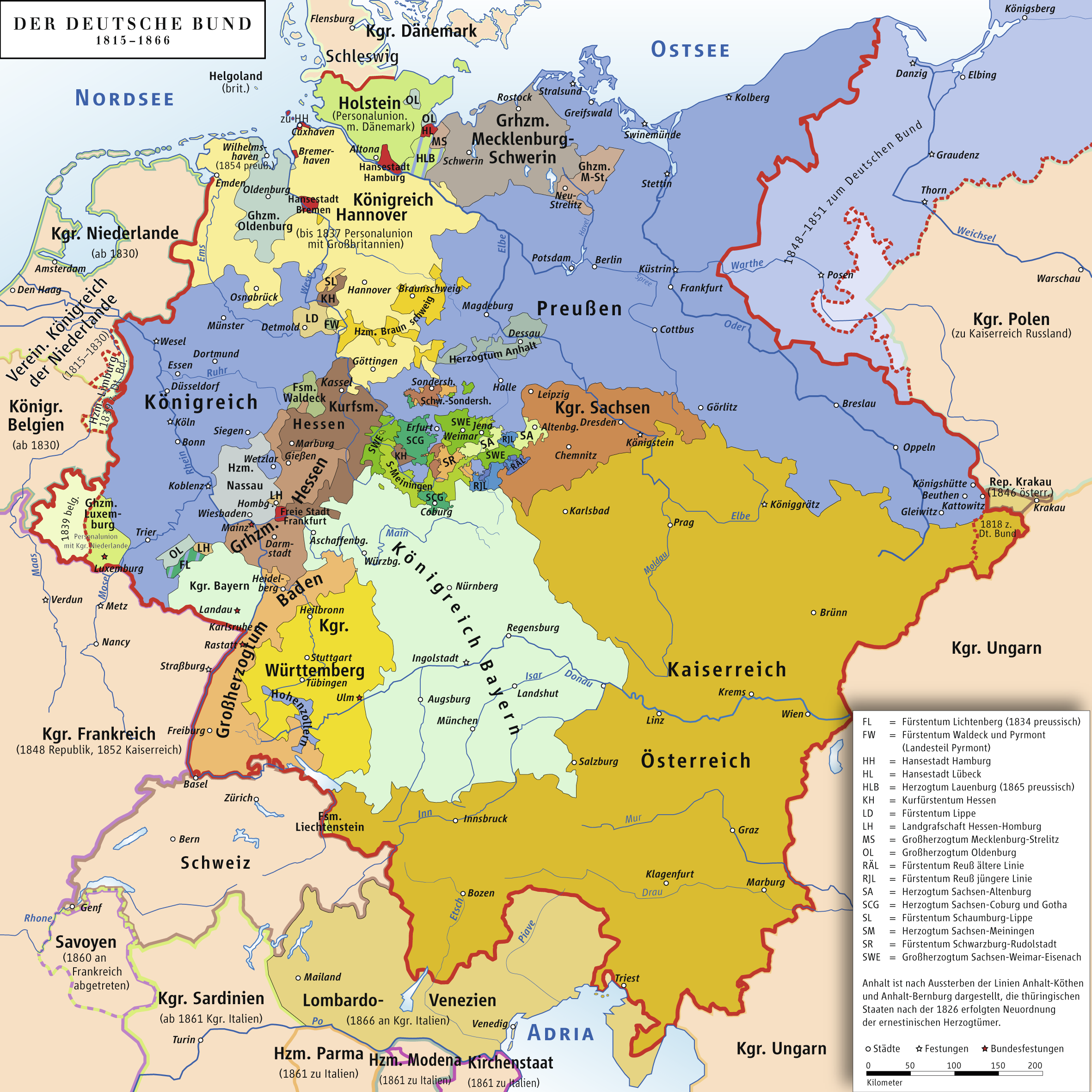
Liga Alemã, 1815-1866

No território do antigo Sacro Império Romano, formou-se a Liga Alemã (Deutscher Bund), uma união fraca de 39 estados (35 príncipes reinantes e 4 cidades livres), sob a liderança da Áustria, com uma Dieta Federal (Bundestag) sediada em Frankfurt am Main.
Em 1819, o estudante Karl Ludwig Sand assassinou o escritor August von Kotzebue, que havia escarnecido as organizações liberais de estudantes (que promoviam ideais patrióticos de uma Alemanha unida). O Príncipe Metternich usou este caso como pretexto para convocar uma conferência de Reino da Prússia, Áustria e outros oito estados em Karlsbad, que promulgaram os "decretos de Karlsbad": adotou-se a censura e as universidades foram postas sob supervisão. Perseguiram-se "demagogos", isto é, indivíduos acusados de divulgar ideias nacionalistas ou revolucionárias.
Em 1834, estabeleceu-se a Zollverein, uma união aduaneira entre a Prússia e a maior parte dos demais estados alemães, com a exclusão da Áustria.
O crescente descontentamento com a ordem política e social imposta pelo Congresso de Viena levou à eclosão, em 1848, da Revolução de Março nos estados alemães. Em maio, foi criada a Assembleia Nacional Alemã (ou Parlamento de Frankfurt), com o objetivo de preparar uma constituição nacional alemã.
Mas a Revolução de 1848 terminou por fracassar: o Rei Frederico Guilherme IV da Prússia recusou a coroa imperial, o Parlamento de Frankfurt foi dissolvido, os príncipes reinantes reprimiram os levantes pela força e a Liga Alemã foi restabelecida em 1850.
Em 1862, o príncipe Otto von Bismarck foi indicado como primeiro-ministro da Prússia — apesar da objeção dos liberais e dos socialistas, que o consideravam um reacionário.
Em 1864, intensificou-se a controvérsia entre a Prússia e a Dinamarca acerca do Eslésvico, que — diferentemente do Holsácia — não integrava a Liga Alemã e que nacionalistas dinamarqueses desejavam incorporar ao Reino da Dinamarca. A disputa levou à Guerra dos Ducados do Elba, durante a qual os prussianos, com a Áustria, derrotaram os dinamarqueses. A Dinamarca viu-se compelida a ceder os Ducados do Eslésvico e do Holsácia à Áustria e à Prússia. Mais tarde, a administração de ambos os ducados provocou tensões entre estes dois países que foram a causa imediata da Guerra Austro-Prussiana (1866). Os prussianos venceram-na, com o sucesso decisivo na Batalha de Königgrätz, sob o comando de Helmuth von Moltke.

### Confederação da Alemanha do Norte
Em 1867, dissolveu-se a Liga Alemã. Em seu lugar, surgiu a Confederação da Alemanha do Norte (Norddeutscher Bund, em alemão), sob a liderança da Prússia. A Áustria foi excluída, e permaneceria fora dos assuntos alemães ao longo do restante do século XIX e no século XX.
A Confederação existiu até 1871, quando da fundação do Império Alemão. Por meio dela, a Prússia logrou controlar os 22 estados da Alemanha setentrional, mantendo a Alemanha meridional em sua zona de influência por meio da Zollverein.

## Império Alemão

### Era de Bismarck

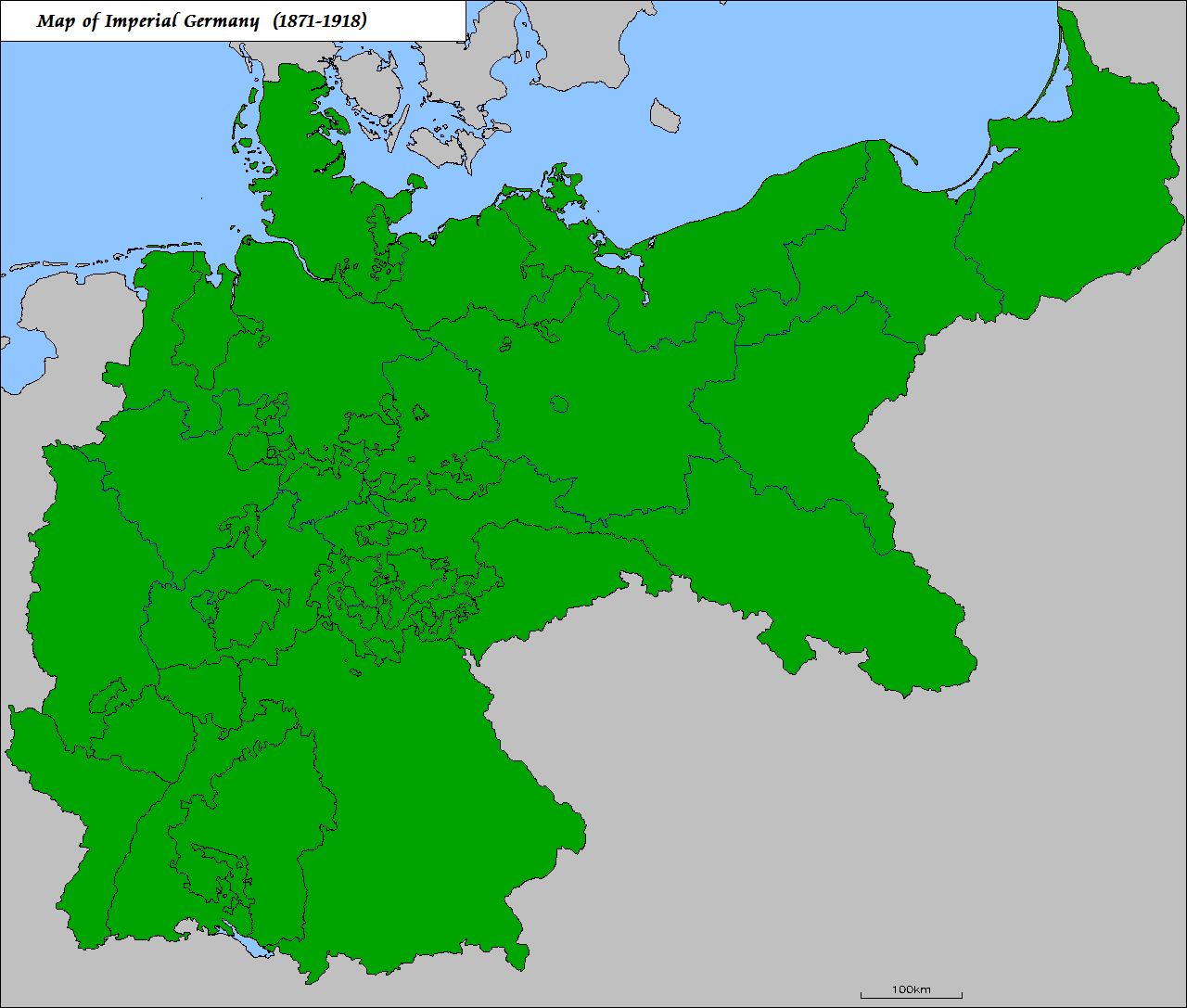
Império Alemão, 1871-1918

A controvérsia entre a França e a Prússia acerca da sucessão do trono espanhol por um candidato alemão — a quem se opunha a França — provocou a Guerra Franco-Prussiana (1870-1871). Em seguida à declaração de guerra francesa, tropas prussianas e sul-alemãs, sob o comando de Moltke, invadiram a França em 1870. O exército francês terminou por capitular na Batalha de Sedan. O Imperador Napoleão III foi feito prisioneiro e o Segundo Império francês desmoronou. Após a rendição de Paris, foi celebrada a Paz de Frankfurt am Main: a França obrigava-se a ceder à Alemanha a Alsácia e a parte germanófona da Lorena, que eram territórios ricos em ferro e carvão, pagar indenizações, e teve seu contingente de soldados limitado a cem mil soldados além de não poder manter QGs em um raio de 100Km com a fronteira Alemã. As concessões territoriais feriram o orgulho nacional francês profundamente e formariam um obstáculo à concórdia franco-alemã. Além disso, o cáiser Guilherme I foi coroado no Palácio de Versalhes, outra humilhação simbólica para a França.
A partir desse dia, em 1870, o francês olhava para o relógio contando os segundos para a revanche. Vale lembrar que esse fato, além de criar a maior rivalidade da história da Europa Contemporânea com base no nacionalismo agressivo e no revanchismo francês, mostrou que a Alemanha já nasceu uma potência, pois uma coisa é derrotar a França, e outra é derrotar uma França Napoleônica.
As políticas domésticas de Bismarck, na qualidade de Chanceler da Alemanha, caracterizaram-se por sua luta contra os supostos inimigos do estado protestante da Prússia. Na chamada Kulturkampf ("luta cultural", 1872-1878), buscou ele limitar a influência da Igreja Católica e de seu braço político, o Partido do Centro Católico, por meio de diversas medidas — como a instituição do casamento civil —, mas sem grande sucesso. Os grupos não-alemães da população do Império Alemão, tais como as minorias polonesas, dinamarquesas e francesas, sofriam discriminação e foram objeto de uma política de germanização.

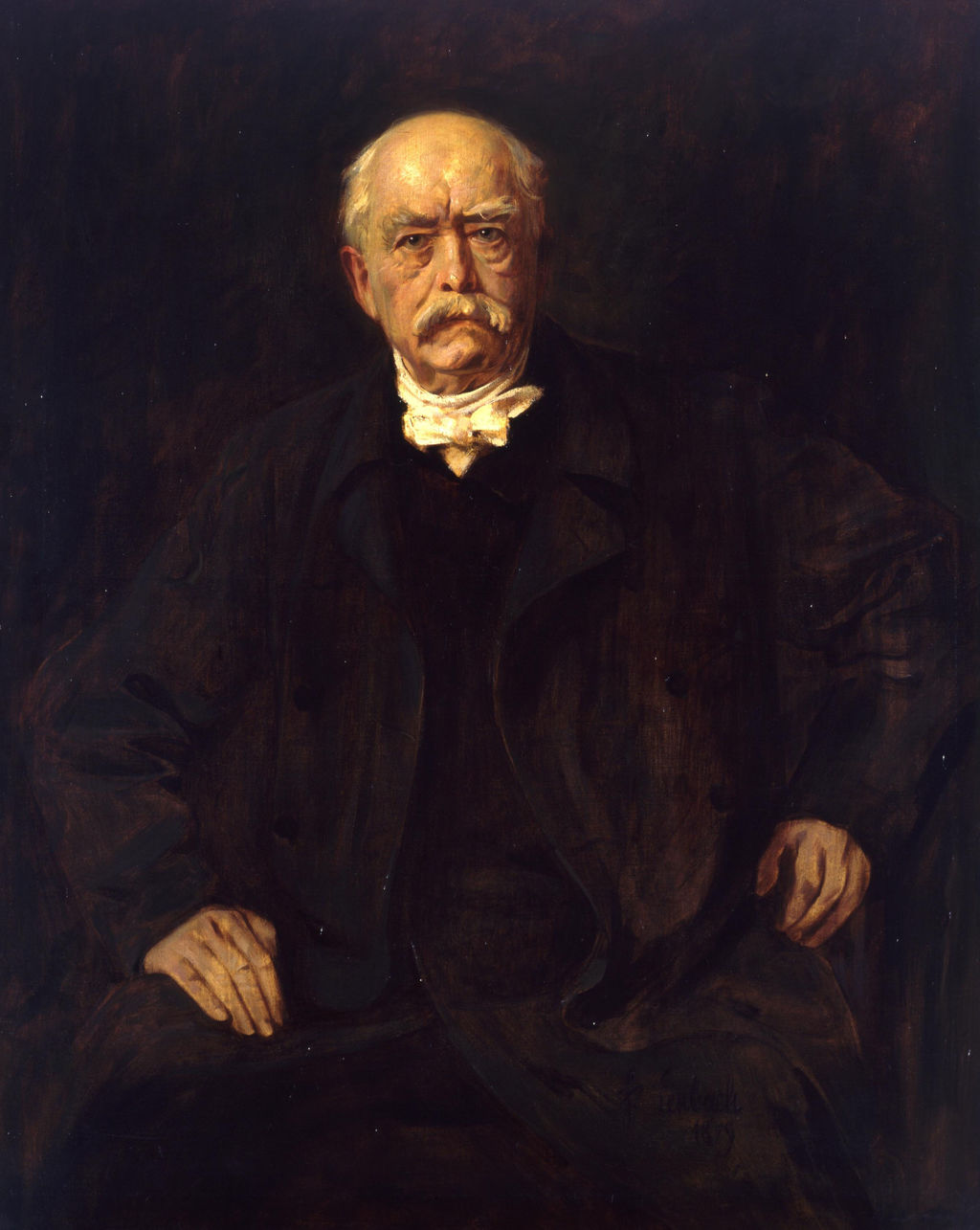
Bismarck em 1879

A outra suposta ameaça era a ascensão do Partido dos Trabalhadores Socialistas (mais tarde, Partido Social-Democrata da Alemanha), cujo propósito declarado era estabelecer uma nova ordem socialista através da transformação das estruturas políticas e sociais existentes. A partir de 1878, Bismarck procurou reprimir o movimento social democrata, proibindo sua organização, assembleias e a maioria de seus periódicos. Por outro lado, ao instituir um sistema de previdência social, esperava ele ganhar o apoio das classes trabalhadoras do Império.
A prioridade de Bismarck era proteger o poder alemão em expansão, por meio de um sistema de alianças e ao procurar conter crises até que a Alemanha estivesse preparada para provocá-las. Nesse sentido, era de particular importância conter e isolar a França, pois Bismarck temia que esta formasse uma aliança com a Rússia e se vingasse de sua perda da Alsácia e da Lorena.
Em 1879, Bismarck concluiu a Dúplice Aliança da Alemanha com a Áustria-Hungria, cujo objetivo era fornecer assistência militar mútua em caso de um ataque russo. A formação da Dúplice Aliança levou a Rússia a adotar uma posição mais conciliatória e a celebrar, em 1887, com a Alemanha, o Tratado de Resseguro ou Tratado de Segurança Mútua (do alemão Rückversicherungsvertrag): as duas potências concordaram em fornecer apoio militar mútuo em caso de ataque francês contra a Alemanha ou de ataque austríaco contra a Rússia. Em 1882, a Itália aderiu à Dúplice Aliança, formando-se então a Tríplice Aliança. A Itália procurava defender seus interesses na África do Norte contra a política colonial francesa. Em troca do apoio alemão e austríaco, a Itália comprometeu-se a socorrer a Alemanha em caso de uma agressão militar francesa.
Bismarck custou a acatar as aspirações do imperador Guilherme I no sentido de tornar a Alemanha uma potência mundial através da aquisição de colônias alemãs ("um lugar ao sol"). Birmarck desejava de todas as maneiras evitar tensões com as potências europeias que ameaçassem a segurança da Alemanha. Mas quando, entre 1880 e 1885, o quadro internacional se mostrou auspicioso, Birmarck acedeu, estabelecendo-se então algumas colônias ultramarinas alemãs: na África (Togo, Camarões, Sudoeste Africano Alemão e África Oriental Alemã) e na Oceania (Nova Guiné Alemã, o Arquipélago de Bismarck e as Ilhas Marshall).
O cáiser Guilherme I morreu em 1888, sucedendo-lhe seu filho, Frederico III, o qual reinou por apenas 99 dias, até a sua morte. Subiu ao trono, então, o jovem e ambicioso Guilherme II, filho de Frederico. Bismarck renunciou em 1890, devido a divergências políticas e pessoais com o novo cáiser, que desejava ser o "seu próprio chanceler".

### Era Guilhermina

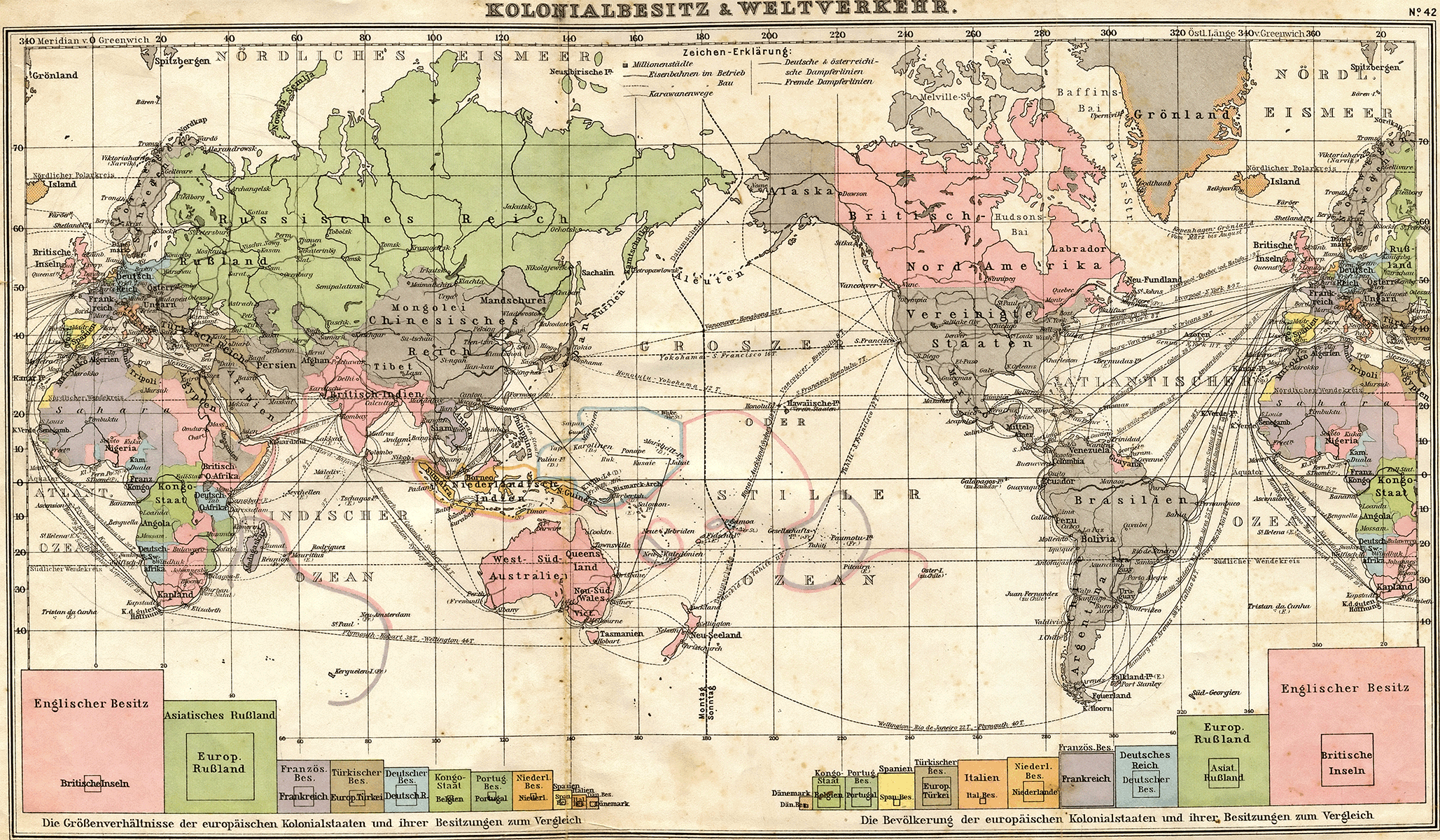
Mapa dos impérios coloniais, com o alemão em azul.

Apesar das declarações de Guilherme II em contrário, logo após a renúncia de Bismarck a política externa alemã sofreu uma inflexão, mudando de rumo com o objetivo de aumentar a influência da Alemanha no mundo (Weltpolitik). O Tratado de Segurança Mútua (Resseguro) com a Rússia não foi renovado. Com isto, Rússia e França formaram uma aliança de oposição à Tríplice Aliança, a qual estava enfraquecida devido a divergências entre a Áustria e a Itália.
A partir de 1898, a expansão colonial alemã no Sudeste da Ásia (Baía de Kiauchau, as Marianas, as Carolinas, Samoa) começou a causar problemas com o Reino Unido, a Rússia, o Japão e os Estados Unidos. A construção da Ferrovia de Bagdá, financiada por bancos e pela indústria pesada alemã, cujo propósito era ligar o Mar do Norte com o Golfo Pérsico através do Bósforo, também colidiu com interesses geopolíticos e econômicos britânicos e russos.

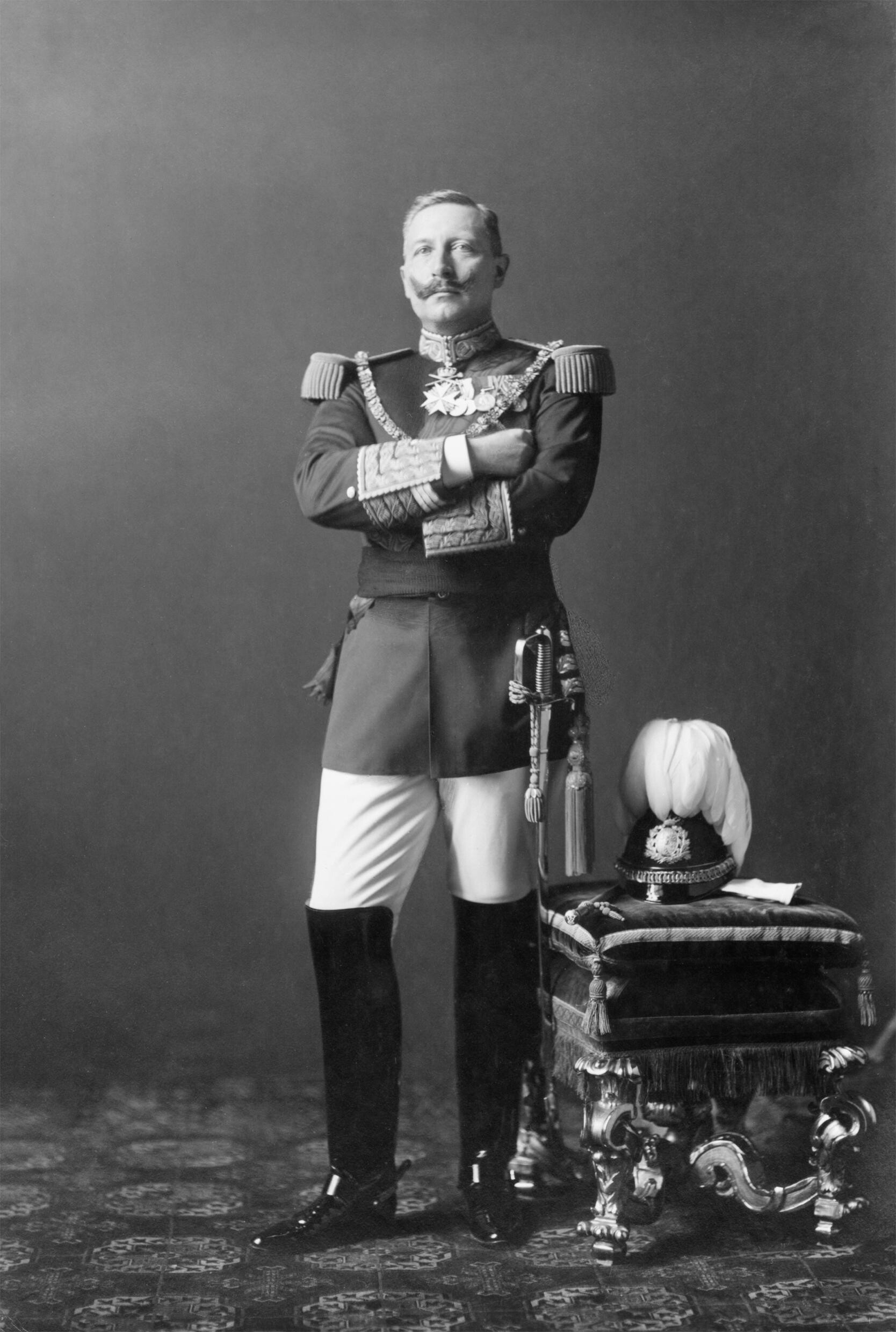
Guilherme II, o terceiro e último imperador alemão

De modo a proteger o comércio e as colônias de ultramar alemães, o Almirante von Tirpitz deu início a um programa de construção de belonaves em 1898, o que ameaçava diretamente a hegemonia britânica nos mares e causou, conseqüentemente, o colapso das negociações com vistas à formação de uma aliança entre Reino Unido e Alemanha. Esta última via-se cada vez mais isolada.
A política de poder imperialista e a defesa determinada dos interesses nacionais terminaram por levar à eclosão da Primeira Guerra Mundial, em 1914, tendo como causa imediata o assassinato do herdeiro do trono austríaco, Francisco Fernando, e sua mulher, em Sarajevo, em 28 de junho de 1914, nas mãos de um nacionalista sérvio. Outras causas para a guerra, indicadas por historiadores, são as políticas opostas levadas a cabo pelas potências europeias, a corrida armamentista, a rivalidade germano-britânica, as dificuldades do Estado multinacional austro-húngaro, a política russa para os Bálcãs e as apressadas mobilizações e ultimatos (na premissa de que o conflito seria de curta duração). A Alemanha lutou ao lado da Áustria-Hungria e do Império Otomano contra Rússia, França, Reino Unido, Itália e vários outros Estados menores. Houve combates também no Oriente Próximo e nas colônias alemãs.
No ocidente, a Alemanha lutou uma guerra de posições com batalhas sangrentas. Após uma rápida marcha através da Bélgica, as tropas alemãs foram detidas no Marne, ao norte de Paris. Desde então, a frente na França mudou muito pouco até o final do conflito, se restringindo a uma luta de trincheiras. No leste, não houve vitórias decisivas contra as forças russas até 1917, quando a Rússia saiu do conflito como resultado de sua revolução. Mas o bloqueio naval britânico no Mar do Norte foi o que trouxe sérias consequências para o suprimento alemão de matérias-primas e alimentos. A entrada dos Estados Unidos na guerra, ainda em 1917, em seguida à declaração alemã de conduzir uma guerra submarina irrestrita, constituiu-se no ponto de inflexão em desfavor da Alemanha.
No final de outubro de 1918, unidades da marinha alemã em Kiel recusaram-se a lançar-se ao mar para uma última grande operação numa guerra que davam como perdida. A chamada Ofensiva dos Cem Dias acabou por quebrar as linhas defensivas alemãs no oeste e foi a gota d'água no esforço de guerra alemão. Frente a esses reveses, em 3 de novembro, greves e revoltas entre a população civil alemã se espalharam pelas cidades do país. Estabeleceram-se os chamados conselhos de trabalhadores e os de soldados.
O cáiser Guilherme II e todos os príncipes reinantes alemães abdicaram. Em 9 de novembro, o social-democrata Philipp Scheidemann proclamou a República. Em 11 de novembro de 1918, assinou-se o armistício em Compiègne. Um ano mais tarde, é assinado o Tratado de Versalhes, onde os Aliados culparam a Alemanha por toda a guerra e exigiram condições extremamente duras como reparações pelos anos de hostilidades.

## República de Weimar

República de Weimar

Nos termos do Tratado de Versalhes, assinado em 28 de junho de 1919, a Alemanha deveria ceder a Alsácia-Lorena, Eupen-Malmédy, o Eslésvico Setentrional e a área de Memel. A Polônia foi restaurada e, após plebiscitos e levantes independentistas, foram-lhe entregues Posen, a Prússia Ocidental e a Alta Silésia. Todas as colônias seriam entregues aos Aliados. As margens direita e esquerda do Reno seriam permanentemente desmilitarizadas. O Sarre, centro industrial importante, seria governado pela Liga das Nações por 15 anos, seus campos de carvão administrados pela França. Para assegurar o cumprimento do tratado, tropas aliadas ocupariam a margem esquerda (alemã) do Reno por um período entre 5 e 15 anos. O exército alemão ficaria limitado a 100 mil oficiais e soldados; o estado-maior seria dissolvido; grandes quantidades de material bélico seriam entregues e a fabricação de munições, rigidamente controlada. A marinha sofreria redução semelhante; ficava proibida a utilização de aeronaves militares. A Alemanha e seus aliados deveriam aceitar a exclusiva responsabilidade pela guerra e pagar compensações financeiras pelas perdas e danos sofridas pelos Aliados.
Os humilhantes termos da paz provocaram indignação entre os alemães e enfraqueceram drasticamente o novo regime democrático. Em 11 de agosto de 1919, entrou em vigor a constituição de Weimar, sendo Friedrich Ebert o primeiro Presidente da República.
Os dois maiores inimigos do novo regime eram o Partido Comunista Alemão (KPD) e o Partido Nacional-Socialista dos Trabalhadores Alemães (NSDAP), que abusariam das liberdades democráticas para lutar contra a República de Weimar. Já nos primeiros meses de 1920, fracassou uma tentativa de golpe de Estado feita pelo extrema-direita Wolfgang Kapp em Berlim; greves e rebeliões em outras cidades foram violentamente reprimidas.
Em 1922, a Alemanha foi o primeiro Estado a estabelecer relações diplomáticas com a União Soviética, por meio do Tratado de Rapallo.
Quando a Alemanha deixou de pagar a indenização de guerra, tropas francesas e belgas ocuparam o distrito do Ruhr, altamente industrializado (janeiro de 1923). A resistência passiva subsequente foi bem-sucedida mas levou à hiperinflação — os que perderam as suas fortunas tornar-se-iam inimigos da República de Weimar e eleitores da direita antidemocrática.
Em setembro de 1923, com a deterioração da economia, o Chanceler Gustav Stresemann pediu o fim da resistência passiva no Ruhr. Em novembro, seu governo lançou uma nova moeda, o Rentenmark (posteriormente, Reichsmark), e tomou outras medidas para controlar a hiperinflação. Nos seis anos seguintes, a situação econômica melhorou. Em 1928, a produção industrial alemã voltou aos níveis de 1913.
Na noite de 8 de novembro de 1923, seiscentos integrantes armados das SA cercaram uma cervejaria em Munique, onde os dirigentes do estado da Baviera e os comandantes locais do exército alemão se encontravam para uma reunião pública. As tropas de assalto eram chefiadas por Adolf Hitler. Nascido em 1889, na Áustria, ex-voluntário no exército alemão durante a Primeira Guerra Mundial, na época membro do NSDAP, Hitler era até então desconhecido. Procurou forçar os presentes a se juntarem a ele numa marcha contra Berlim para tomar o poder (o chamado Putsch da Cervejaria). Foi posteriormente preso e condenado a cinco anos de detenção, mas terminou por ser solto com apenas um ano de prisão, no fim de 1924.
As eleições nacionais de 1924 foram ganhas pela direita (na chamada Ruck nach Rechts). O Marechal-de-Campo Hindenburg, monarquista, foi eleito Presidente.
Em outubro de 1925, Alemanha, França, Bélgica, Reino Unido e Itália celebraram o Tratado de Locarno, que reconhecia as fronteiras franco e belgo-germânicas. Ademais, o Reino Unido, a Itália e a Bélgica comprometeram-se a ajudar a França caso a tropas alemãs reocupassem a Renânia desmilitarizada. O tratado preparou a entrada da Alemanha na Liga das Nações, em 1926.
O crash de Wall Street em 1929 e a consequente Grande Depressão foram sentidos na Alemanha, cuja economia foi abalada. No início de 1932, o desemprego no país já atingia mais de seis milhões de pessoas. Ocorreu também uma crise política, devido à incapacidade de os partidos políticos representados no Reichstag constituírem uma maioria para indicar o governo. Em março de 1930, o Presidente Hindenburg nomeou Heinrich Brüning para o cargo de chanceler. De maneira a fazer aprovar seu pacote de medidas de austeridade contra uma maioria de parlamentares sociais-democratas, comunistas e do NSDAP, Brüning lançou mão de decretos de emergência e chegou mesmo a dissolver o Parlamento.
O NSDAP saiu vitorioso nas eleições de julho de 1932, com 38% dos votos (e o apoio da pequena burguesia, da juventude, dos desempregados e da população rural), o que lhe deu a maior bancada no Reichstag. O KPD comunista, por sua vez, passou a ser o terceiro maior partido no Parlamento, com 15%. Juntos, portanto, os partidos antidemocráticos de esquerda e direita detinham agora a maioria no legislativo alemão. Em 30 de janeiro de 1933, pressionado pelo ex-Chanceler Franz von Papen e outros conservadores, o Presidente Hindenburg nomeou Hitler para o cargo de chanceler.

## Terceiro Reich

### Ascensão dos nazistas

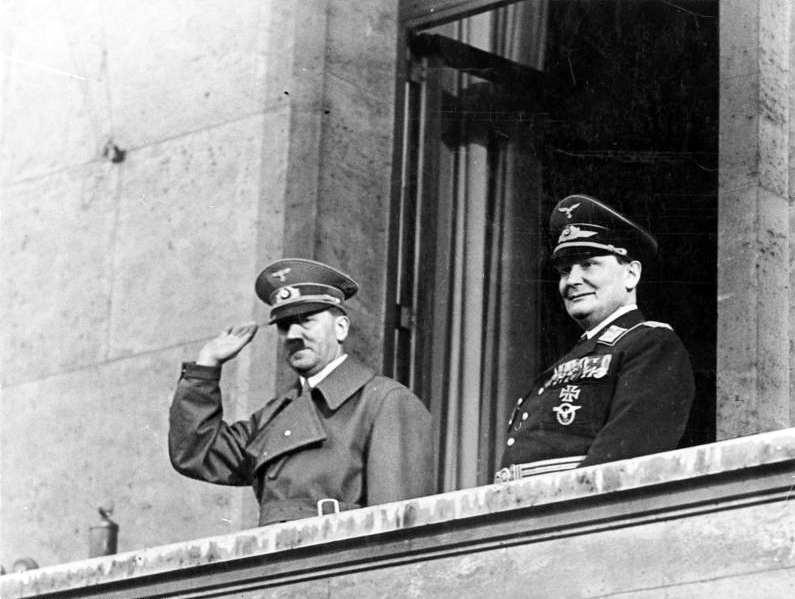
Adolf Hitler, Führer da Alemanha Nazista, e Hermann Göring, em 1938

O Chanceler Adolf Hitler acusou os comunistas pelo incêndio criminoso do prédio do Reichstag, ocorrido na noite de 27 de fevereiro de 1933, e logrou convencer o Presidente Hindenburg a assinar o "decreto do incêndio do Reichstag", que suspendia importantes direitos políticos e humanos e permaneceu em vigor até 1945. Foram detidos e enviados para campos de concentração 11 mil comunistas e socialistas, que ficaram à disposição da nova polícia secreta, a Gestapo.
Apesar do terror e do uso sem precedentes da propaganda política, as últimas eleições livres, de 5 de março, não permitiram ao NSDAP constituir a maioria parlamentar que Hitler esperava. Entretanto, o chanceler logrou convencer os necessários 2/3 do Parlamento (com o auxílio dos Partidos Popular Nacional Alemão e do Centro Católico, e com a ausência de parlamentares mortos ou detidos, considerada voluntária para os fins da votação) a aprovar a chamada "lei dos plenos poderes" (23 de março de 1933), que conferia a seu governo plenos poderes legislativos. Apenas os sociais-democratas se opuseram à lei, que foi a base da ditadura nazista, da dissolução dos Laender, dos sindicatos e dos partidos políticos (exceto o nazista). Estabeleceu-se um Estado centralizado e totalitário, que substituiu a constituição liberal de Weimar. A Alemanha deixou a Liga das Nações. A Reichskonkordat (uma concordata entre a Santa Sé e a Alemanha nazista), negociada com o anticomunista Papa Pio XI, concedeu ao regime de Hitler o reconhecimento internacional, no momento em que as potências viam os desdobramentos políticos na Alemanha com desconfiança.
Entrementes, muitos dirigentes das SA nazistas estavam decepcionados. O chefe do Estado-Maior das SA, Ernst Röhm, pressionava a favor da incorporação daquele contingente à Wehrmacht (exército alemão), sob seu comando. Hitler, sentindo-se ameaçado, ordenou em 30 de junho de 1934 que as SS capturassem Röhm e seus tenentes e os executassem sem julgamento.
As SS tornaram-se uma organização independente sob o comando do Reichsführer SS Heinrich Himmler. Este também viria a ser o supervisor da Gestapo e dos campos de concentração e, mais tarde, da polícia comum.
O regime demonstrou especial hostilidade contra os judeus. Em setembro de 1935, o Reichstag aprovou as chamadas leis raciais de Nuremberga, contra os cidadãos judeus: estes perderam a nacionalidade alemã e foram proibidos de casar-se com alemães.

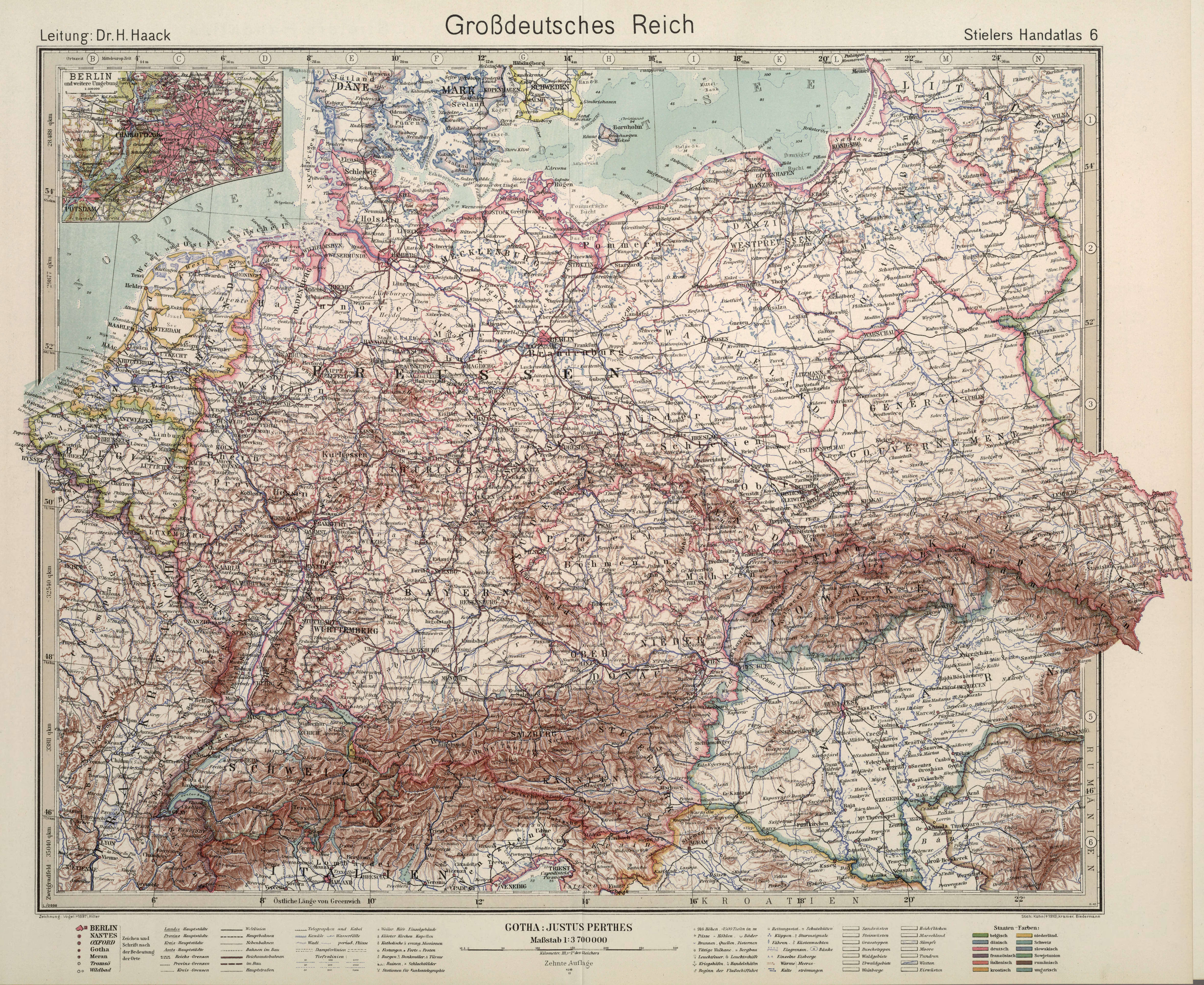
Áreas diretamente anexadas pela Alemanha nazista (1944)

Hitler restabeleceu a força aérea alemã e o serviço militar obrigatório. O rearmamento era uma violação ostensiva do Tratado de Versalhes, mas nem o Reino Unido, nem a França ou a Itália fizeram mais do que passar notas de protesto.
Em 1936, a Renânia desmilitarizada foi reocupada por tropas alemãs. O Tratado de Locarno obrigava o Reino Unido a intervir em favor da França, mas, apesar dos protestos franceses, o governo britânico decidiu nada fazer. O caso fortaleceu a posição de Hitler na Alemanha. Sua reputação aumentaria ainda mais com os Jogos Olímpicos, que se realizaram naquele ano em Berlim e em Garmisch-Partenkirchen e mostraram-se um grande sucesso de propaganda para o regime.

### Expansão e derrota

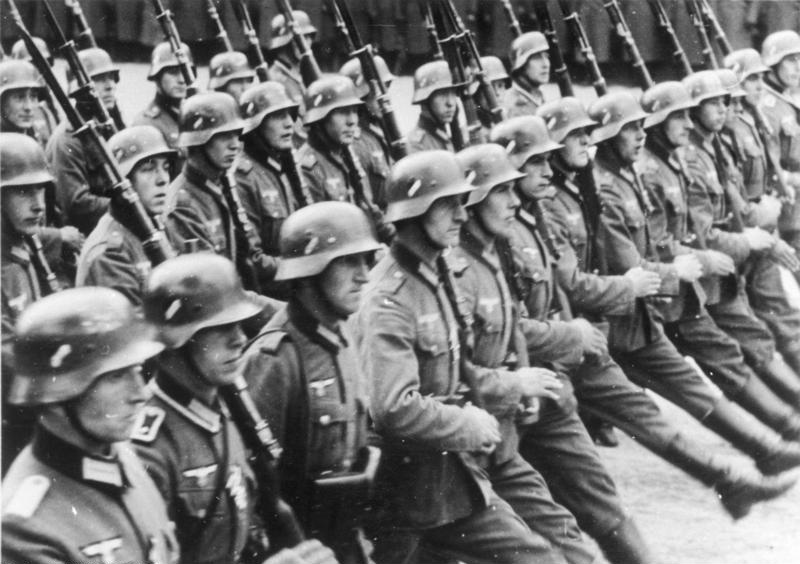
Infantaria alemã na Polônia, em 1939

Após estabelecer o "Eixo Roma-Berlim" com Mussolini e assinar o Pacto Anti-Comintern com o Japão, ao qual a Itália aderiria no ano seguinte, em 1937, Hitler sentiu-se capaz de partir para a ofensiva em política externa. Em 12 de março de 1938, tropas alemãs entraram na Áustria, onde uma tentativa de golpe nazista havia fracassado em 1934. Quando Hitler chegou a Viena, foi recebido com vivos aplausos. Quatro semanas depois, 99% dos austríacos votaram em favor da anexação (Anschluss) de seu país à Alemanha. Com isso, Hitler concretizou a antiga ideia de um império alemão com a inclusão da Áustria — a solução "grande-alemã" que Bismarck havia rejeitado quando, em 1871, uniu as terras germânicas, sob a liderança da Prússia. Embora a anexação violasse o Tratado de Saint-Germain-en-Laye, que proibia expressamente a unificação da Áustria com a Alemanha, as potências ocidentais, mais uma vez, limitaram-se a protestar.
Em seguida à Áustria, Hitler voltou-se para a Tchecoslováquia, onde uma minoria étnica alemã de 3,5 milhões de habitantes nos Sudetos estavam a exigir direitos iguais e auto-governo. Na Conferência de Munique, de setembro de 1938, Hitler, Mussolini, o Primeiro-Ministro britânico Neville Chamberlain e o Primeiro-Ministro francês Édouard Daladier convieram em que os tchecoslovacos deveriam ceder os Sudetos à Alemanha. Hitler declarou então que todas as reivindicações territoriais alemãs haviam sido atendidas. Mas apenas seis meses após Munique, em março de 1939, o dirigente alemão usou os desentendimentos entre eslovacos e tchecos como pretexto para invadir o restante da Tchecoslováquia, transformando-a no Protetorado da Boêmia e Morávia. Neville Chamberlain viu-se compelido a reconhecer que sua política de apaziguamento para com Hitler havia fracassado.

O Parlamento Alemão (Reichstag) nos meios das ruínas de Berlim, em 1945

Em seis anos, o regime nazista preparou o país para a Segunda Guerra Mundial. A liderança nazista buscou eliminar ou subjugar a população judaica na Alemanha e posteriormente nos países ocupados, por meio de deportações forçadas e genocídio, hoje conhecido como o Holocausto. Política semelhante foi adotada para outros grupos étnicos e nacionais vistos pelos nazistas como "sub-humanos", tais como os ciganos, os poloneses e os russos, considerados uma ameaça à "pureza da raça ariana" alemã, bem como para com deficientes físicos e mentais.
Após a anexação dos sudetos e do resto da Tchecoslováquia, a Alemanha, juntamente com a União Soviética, invadiu a Polônia, em setembro de 1939, fato considerado como o início da Segunda Guerra.
O ano de 1945 viu a Alemanha e seus parceiros do Eixo (Itália e Japão) derrotados pelas forças combinadas dos Estados Unidos, do Reino Unido, da União Soviética e outros. A maior parte da Europa estava em ruínas, dezenas de milhões de pessoas haviam sido mortas (em grande parte, civis), dentre as quais seis milhões de judeus e muitas outras pessoas dos territórios ocupados. A Segunda Guerra resultou na destruição da infra-estrutura política e econômica alemã, causou a sua divisão e considerável perda de território na Europa Oriental e deixou um legado de humilhação.

## História da Alemanha (1945–1990)

Divisão alemã em 1946

Os alemães referem-se com frequência a 1945 como a Stunde Null (a hora zero), para descrever o quase-total colapso do país, que, além da destruição de sua infra-estrutura, enfrentava uma situação de escassez alimentar. Na Conferência de Potsdam, a Alemanha foi dividida pelos Aliados em quatro zonas de ocupação militar; as três zonas a oeste viriam a formar a República Federal da Alemanha (conhecida como Alemanha Ocidental), enquanto que a área ocupada pela União Soviética se tornaria a República Democrática da Alemanha (conhecida como Alemanha Oriental), ambas fundadas em 1949. A Alemanha Ocidental estabeleceu-se como uma democracia capitalista e a sua contraparte oriental, como um Estado comunista sob influência da URSS. Em Potsdam, os Aliados decidiram que as províncias a leste dos rios Oder e Neisse (a "linha Oder-Neisse") seriam transferidas para a Polônia e a Rússia (Caliningrado). O acordo também determinou a abolição da Prússia e a repatriação dos alemães que residiam naqueles territórios, formalizando o êxodo alemão da Europa Oriental.
As relações entre os dois Estados alemães do pós-guerra mantiveram-se frias, até a política de aproximação com os países comunistas da Europa Oriental promovida pelo Chanceler ocidental Willy Brandt (Ostpolitik), nos anos 1970, cujo conceito principal era "Dois Estados alemães dentro de uma nação alemã". O relacionamento entre os dois países melhorou e, em setembro de 1973, as duas Alemanhas tornaram-se membros da Organização das Nações Unidas.

### História da Alemanha (1990–presente)

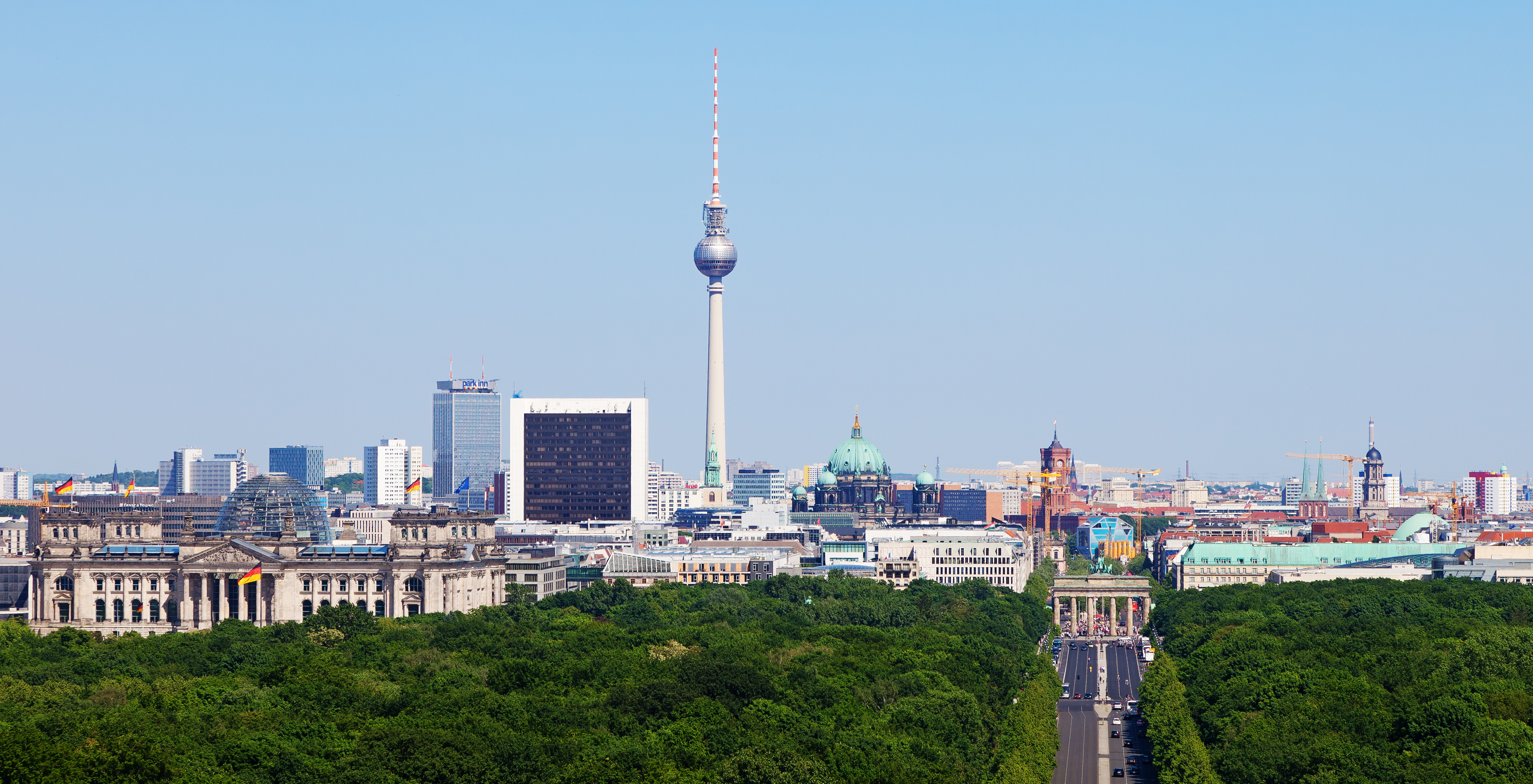
Berlim, a capital alemã e atualmente um dos seus principais centros financeiros e culturais

Durante o verão de 1989, mudanças políticas ocorridas na Alemanha Oriental e na União Soviética permitiram a reunificação alemã. Alemães orientais começaram a emigrar em grande número para o lado ocidental, via Hungria, quando o governo húngaro decidiu abrir as fronteiras com a Europa Ocidental. Milhares de alemães orientais ocuparam missões diplomáticas da Alemanha Ocidental em capitais do leste europeu. A emigração e manifestações em massa em diversas cidades pressionaram o governo da Alemanha Oriental por mudança, o que levou Erich Honecker a renunciar em outubro; em 9 de novembro de 1989, as autoridades alemãs orientais surpreenderam o mundo ao permitir que seus cidadãos cruzassem o Muro de Berlim e outros pontos da fronteira comum e entrassem em Berlim Ocidental e na Alemanha Ocidental - centenas de milhares aproveitaram a oportunidade. O processo de reformas na Alemanha Oriental culminou com a reunificação da Alemanha, em 3 de outubro de 1990.
Juntamente com a França e outros países europeus, a nova Alemanha tem exercido um papel de liderança na União Europeia. É um dos principais defensores da união monetária, de uma maior unificação nas áreas de política, defesa e segurança europeias. O governo alemão expressou interesse em assumir um assento permanente no Conselho de Segurança das Nações Unidas.